# 安定邨
安定邨（英語：On Ting Estate），是香港的公共屋邨，位於新界屯門屯門鄉事會路2A號，建在青山灣填海區內，鄰近屯門市中心。於1977年7月與屯門鄉事會路一路之隔的友愛邨一併動工，1980年12月4日落成。現由香港房屋委員會負責屋邨管理。
安定邨是香港第100條公共屋邨，安定邨的超級市場旁本來有一塊紀念碑紀念此大事，但隨著2013年4月安定商場翻新工程展開而被當時業主領匯（現稱領展）移除，並重新安置在安定邨巴士站附近。
兆安苑（英語：Siu On Court），是位於安定邨北面的居者有其屋屋苑，在1982年落成，共有10座樓宇，由安定邨公屋樓宇中抽出發售。跟一般居屋不同，兆安苑所有單位均不用補地價，而且一律都可以在公開市場自由轉讓。

## 屋苑資料

### 樓宇

#### 安定邨
| 樓宇名稱（座號） | 門牌號碼     | 樓宇類型                           | 落成年份 | 樓宇層數 （住宅層數） | 每層伙數                         | 單位數目（伙） | 承建商           | 提供升降機的廠商 （更新前） | 提供升降機的廠商 （更新後） |
| ---------------- | ------------ | ---------------------------------- | -------- | --------------------- | -------------------------------- | -------------- | ---------------- | --------------------------- | --------------------------- |
| 定龍樓（第5座）  | 鄉事會路2A號 | 雙工字型 （第一代設計）            | 1980年   | 26（2-27樓）          | 26（2-26樓） 18（27樓）          | 668            | 順成建築         | 富士達                      | 奧的斯                      |
| 定康樓（第11座） | 鄉事會路2A號 | 雙工字型 （第二代設計）            | 1981年   | 27（2-28樓）          | 15（2-13樓，15-28樓） 14（14樓） | 729            | 有成建築有限公司 | 奧的斯                      | 奧的斯                      |
| 定福樓（第13座） | 鄉事會路2A號 | 雙工字型 （第二代設計）            | 1981年   | 27（2-28樓）          | 15（2-13樓，15-28樓） 14（14樓） | 729            | 有成建築有限公司 | 奧的斯                      | 奧的斯                      |
| 定泰樓（第12座） | 鄉事會路2A號 | 舊長型 （中央走廊式，連接E+連接E） | 1981年   | 19 (18)               | 60                               | 1080           | 有成建築有限公司 | 奧的斯                      | 奧的斯                      |
| 定德樓（第21座） | 鄉事會路2A號 | 舊長型 （中央走廊式，連接F+連接C） | 1981年   | 19 (18)               | 60                               | 1080           | 有成建築有限公司 | 快高靈（Falconi）           | 奧的斯                      |
| 定祥樓（第10座） | 鄉事會路2A號 | 舊長型 （中央走廊式，連接F）       | 1982年   | 17 (14)               | 40                               | 560            | 有成建築有限公司 | 乘賓（Sabiem）              | 奧的斯                      |

（註：由於第1-4、6-9及14-16座指同一項目內的友愛邨，另第17-20座已改作居屋「兆安苑」出售，為免重複，已經省略以上座號。）

#### 兆安苑
| 樓宇名稱（座號） | 樓宇類型 | 落成年份 | 層數 | 每層伙數 | 單位數目（伙） | 承建商           | 提供升降機的廠商 | 原屬樓宇     |
| ---------------- | -------- | -------- | ---- | -------- | -------------- | ---------------- | ---------------- | ------------ |
| 定樂閣（A座）    | 舊十字型 | 1982年   | 17   | 8        | 133            | 鴻運建築有限公司 | 三菱             | 安定邨第20座 |
| 定祐閣（B座）    | 舊十字型 | 1982年   | 17   | 8        | 132            | 鴻運建築有限公司 | 三菱             | 安定邨第20座 |
| 定禧閣（C座）    | 舊十字型 | 1982年   | 17   | 8        | 131            | 鴻運建築有限公司 | 三菱             | 安定邨第20座 |
| 定邦閣（D座）    | 舊十字型 | 1981年   | 17   | 8        | 133            | 鴻運建築有限公司 | 三菱             | 安定邨第17座 |
| 定民閣（E座）    | 舊十字型 | 1981年   | 17   | 8        | 133            | 鴻運建築有限公司 | 三菱             | 安定邨第17座 |
| 定志閣（F座）    | 舊十字型 | 1981年   | 17   | 8        | 130            | 鴻運建築有限公司 | 三菱             | 安定邨第18座 |
| 定賢閣（G座）    | 舊十字型 | 1981年   | 16   | 8        | 128            | 鴻運建築有限公司 | 三菱             | 安定邨第18座 |
| 定安閣（H座）    | 舊十字型 | 1981年   | 17   | 8        | 130            | 鴻運建築有限公司 | 三菱             | 安定邨第19座 |
| 定基閣（J座）    | 舊十字型 | 1981年   | 17   | 8        | 130            | 鴻運建築有限公司 | 三菱             | 安定邨第19座 |
| 定海閣（K座）    | 舊十字型 | 1981年   | 17   | 8        | 131            | 鴻運建築有限公司 | 三菱             | 安定邨第19座 |

### 設施

#### H.A.N.D.S（愛定商場）

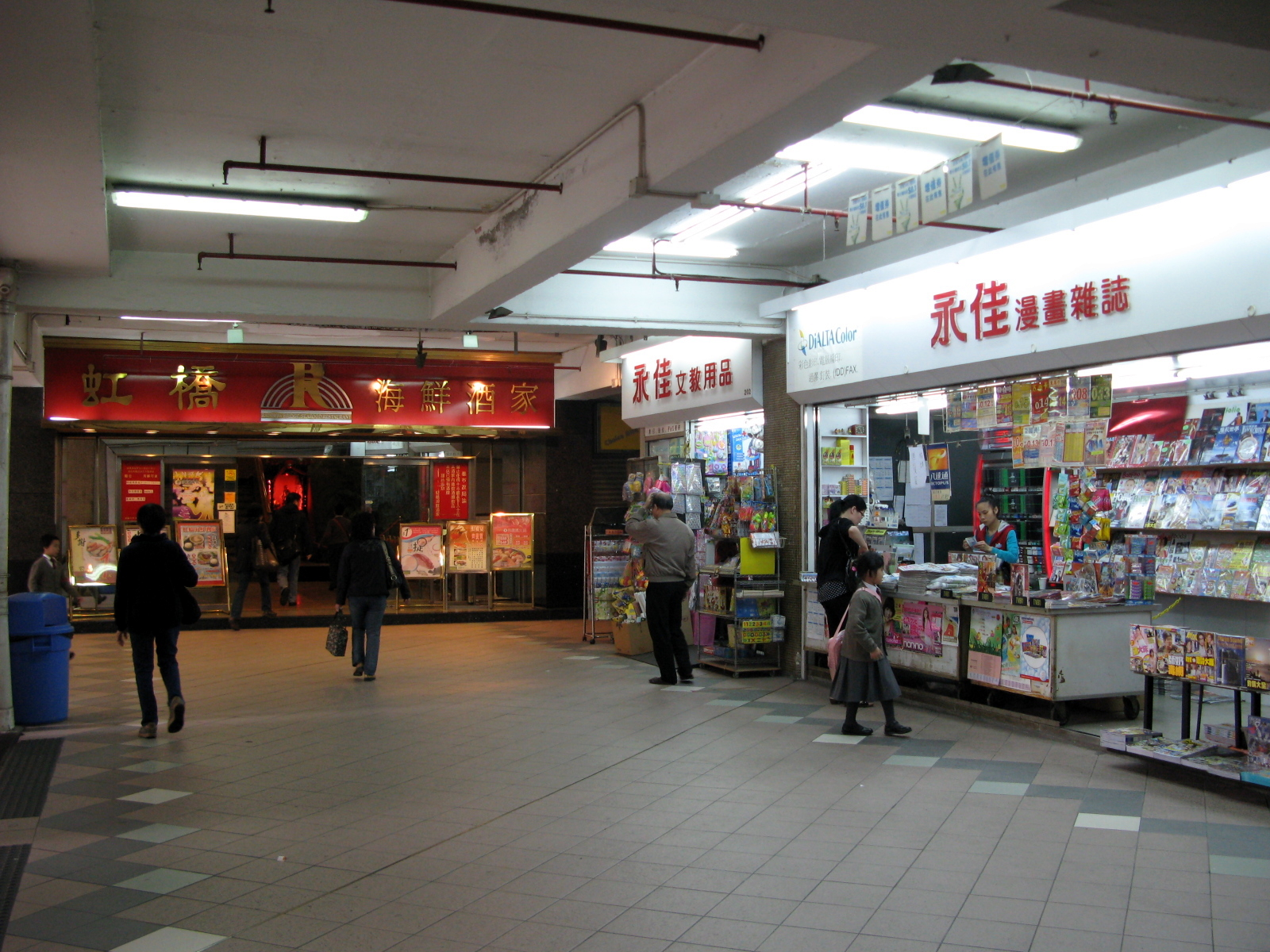
翻新前的2樓虹橋酒樓入口及報攤（2009年4月）

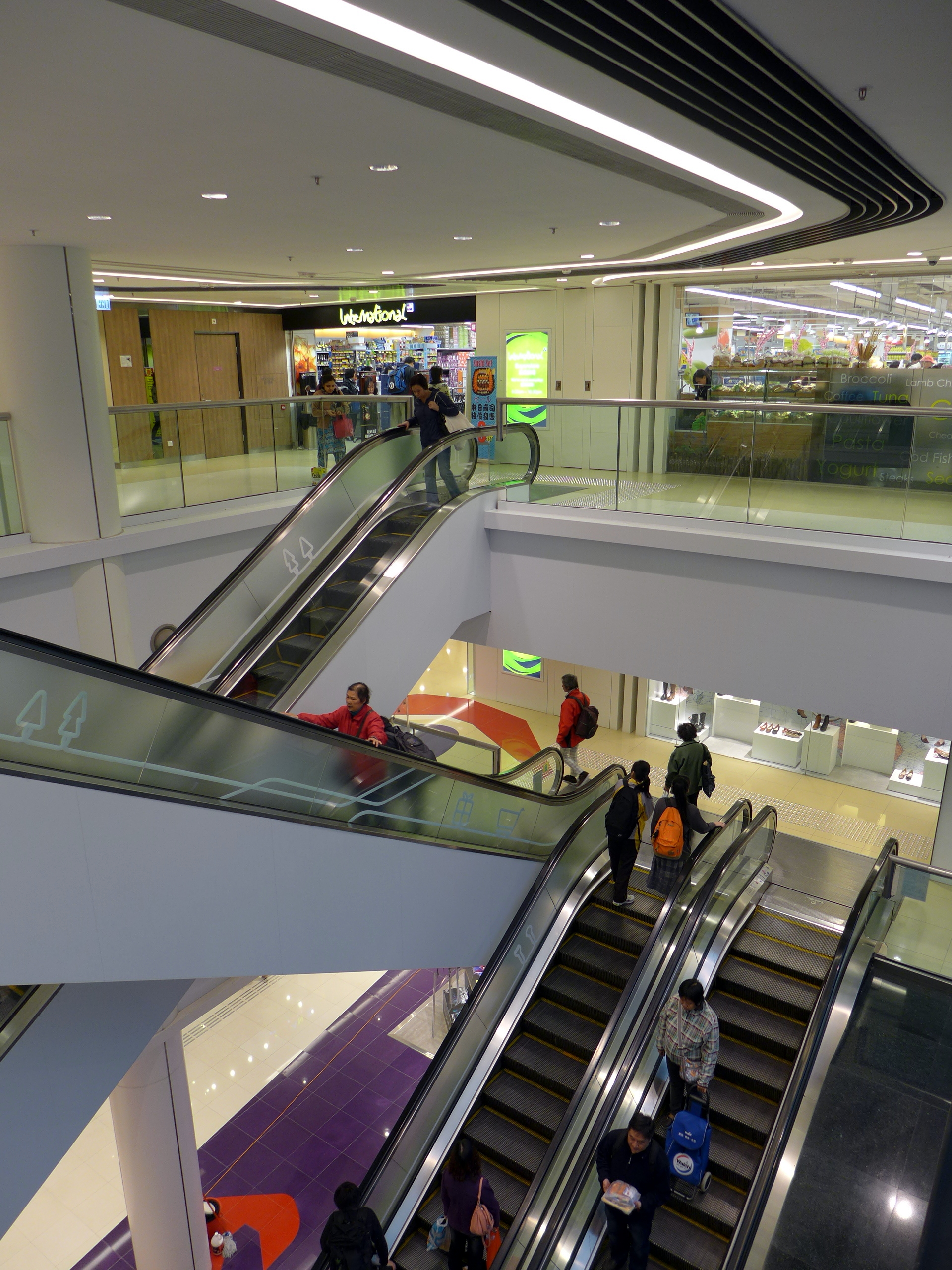
H.A.N.D.S商場A區中庭（2014年3月）

商場1980年落成，由房屋署建築師設計；90年代房署曾經進行擴建工程，將3間大排檔改為樓高3層的商場。定祥樓1-3樓設出入口連接。
其中定祥樓曾有開設屯門區首間麥當勞（全香港第26間分店），也是全香港首間開設於公共屋邨的分店，後來並搬遷至安定商場新翼大樓。
2005年起，商場售予領展並由其持有，2012年起進行為期約1年的翻新工程，預算為3.39億元。第1階段工程將安定街市改為商場及將90年代建成的商場部份進行翻新，於2013年第2季度相繼落成。租戶包括HKID Gallery、759阿信屋、PUMA、新輝電訊、HSBC理財易中心、華潤堂、北京同仁堂、萬寧、多間鞋店和百佳International。食肆包括Cafe 1950歐陸餐廳、麥當勞、大家樂、八户屋、Killiney和夏麵館。
第2階段工程將舊有的百佳超級市場、雅芳婷床上用品、創興銀行、大家樂及虹橋酒樓範圍進行改建工程。工程於2014年3月落成。租戶包括豐澤、集友銀行、日本城、Ogawa、屈臣氏及惠康超級廣場等。
商場由領展翻新後共有180間店鋪，設計採用了白、黃、紅、紫為色調。商場與友愛商場「二合為一」後，內部樓面逾19萬平方呎，並重新命名為「H.A.N.D.S」。
2017年11月28日，領展宣佈將商場出售予基滙資本為首的財團，交易於2018年2月28日完成。售後以「民坊」品牌營運商場，並於2018年11月8日命名愛定商場為商場中文名稱。
2020年6月22日，街市由基滙資本重新裝修後開幕，新增英文名稱 YO MART。

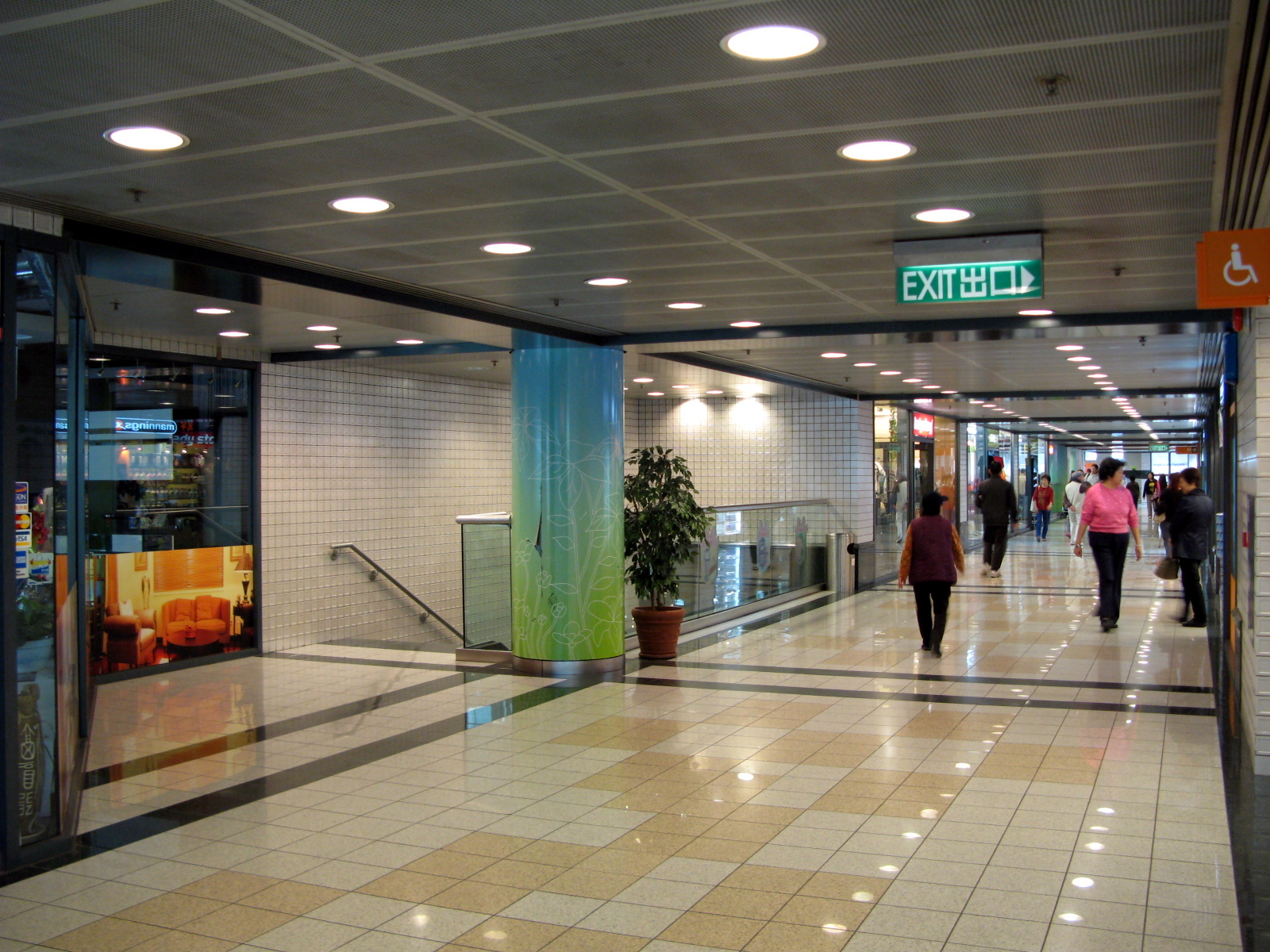
安定商場新翼翻新前面貌
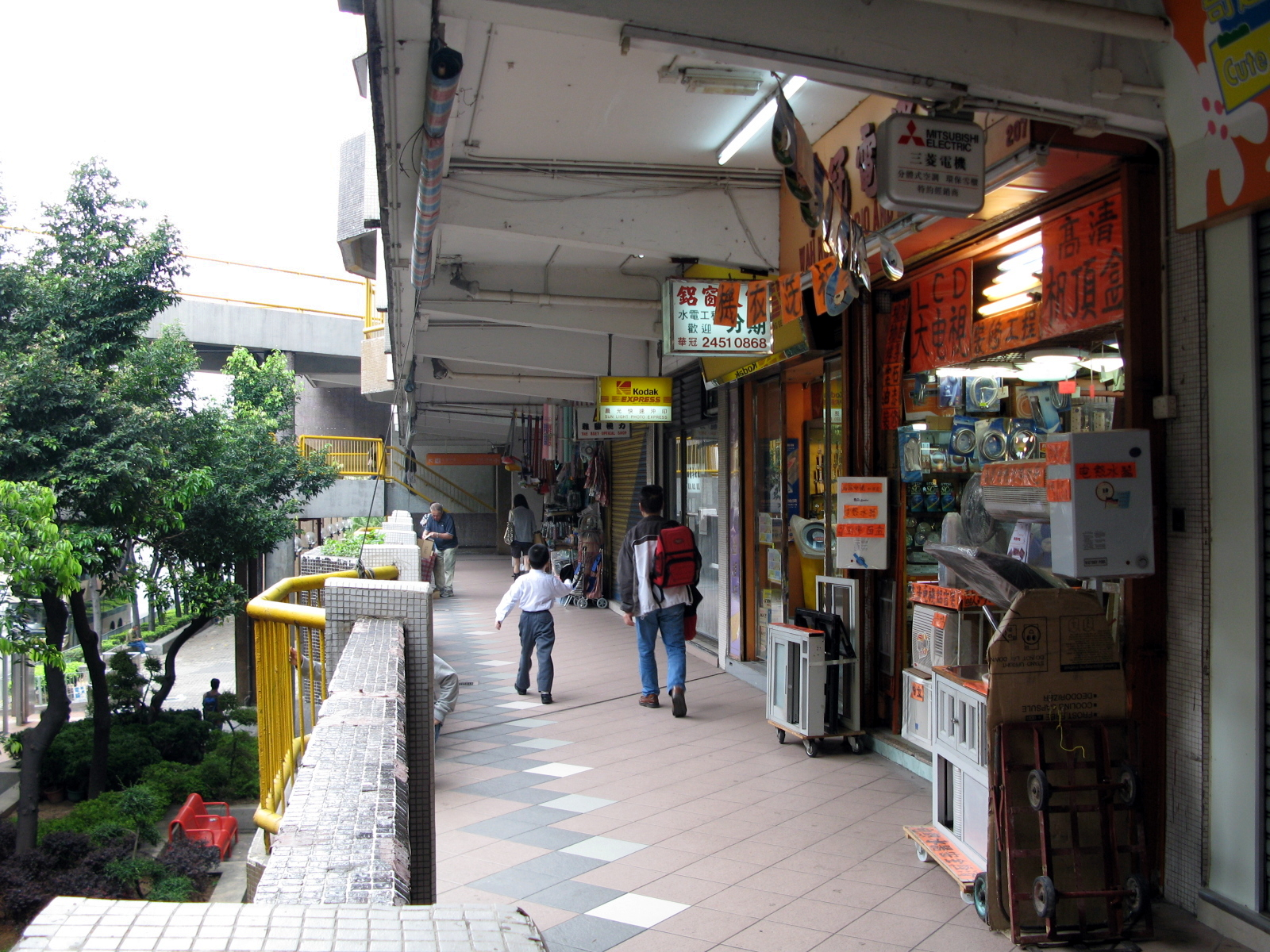
翻新前的2樓商場通道（2009年4月）
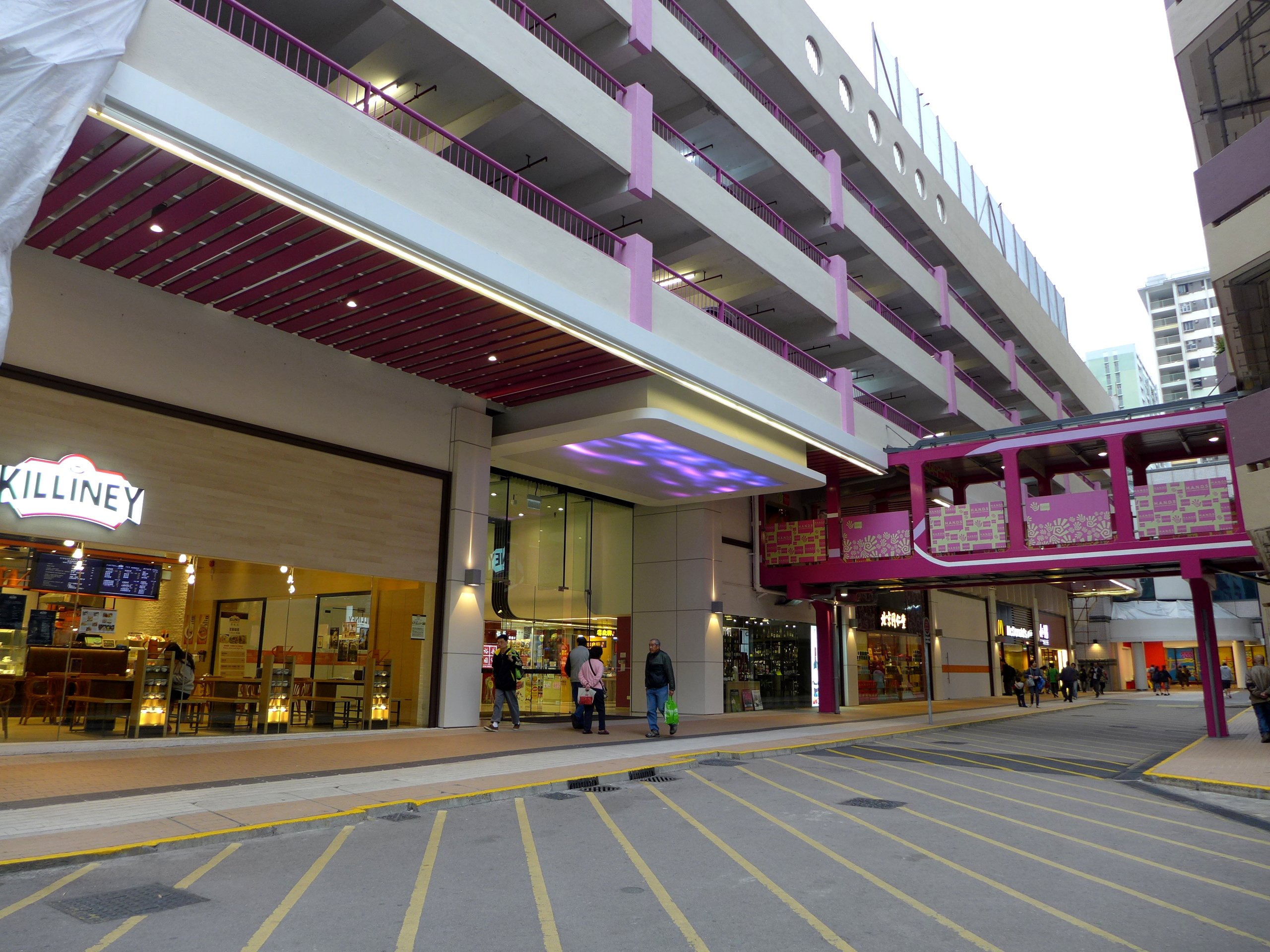
安定街市現改為商場（2014年3月）
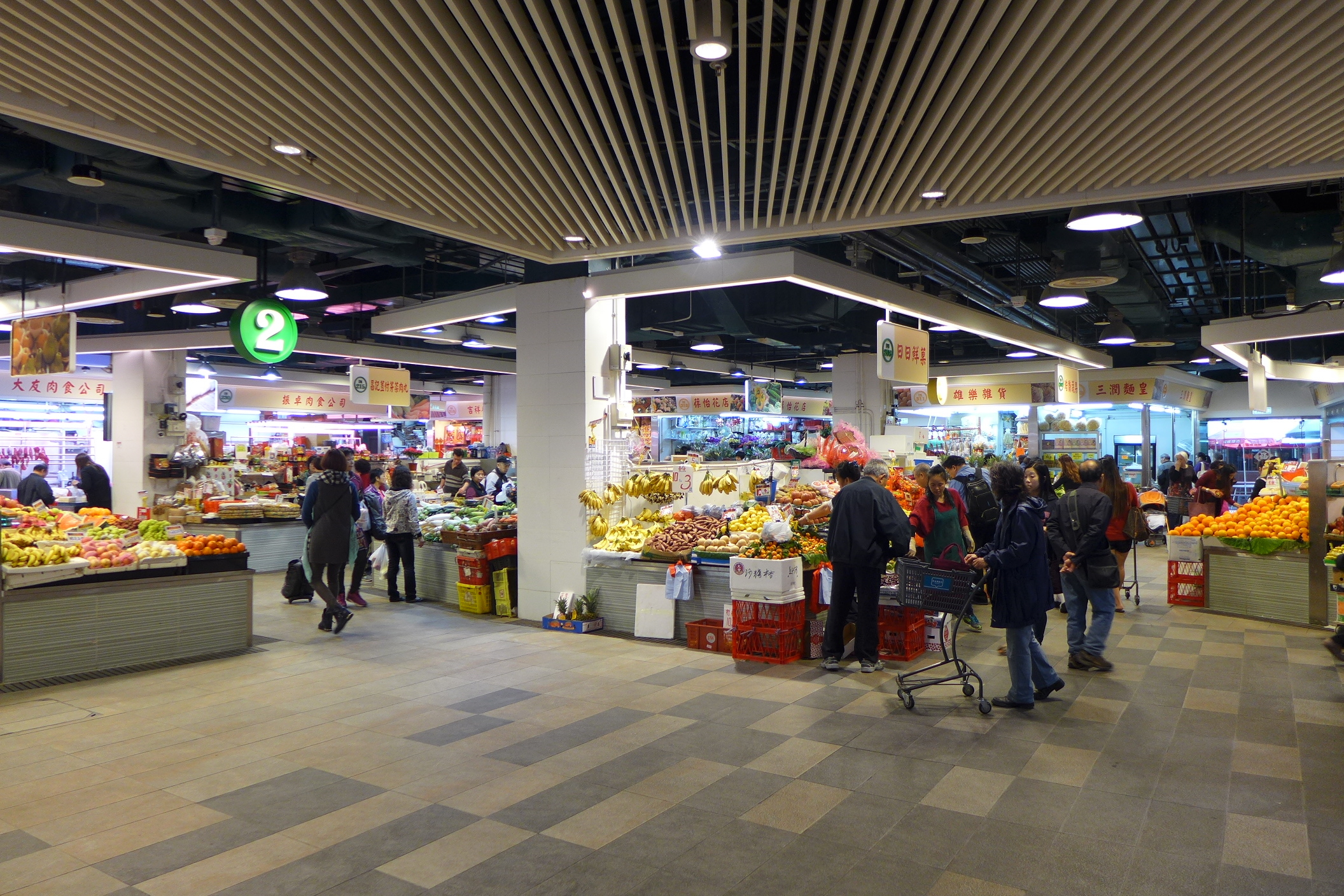
H.A.N.D.S街市舊貌（2015年1月）
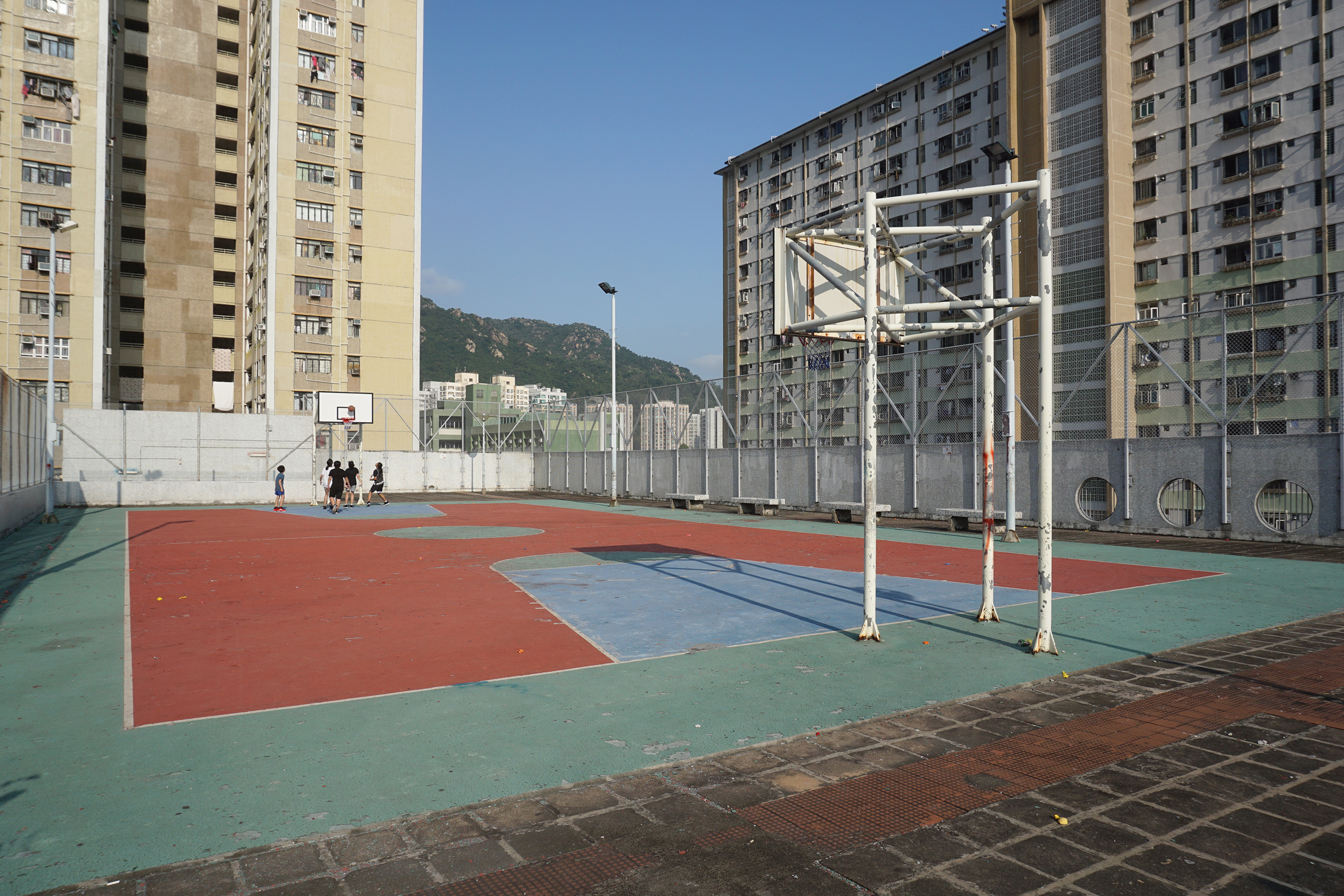
籃球場
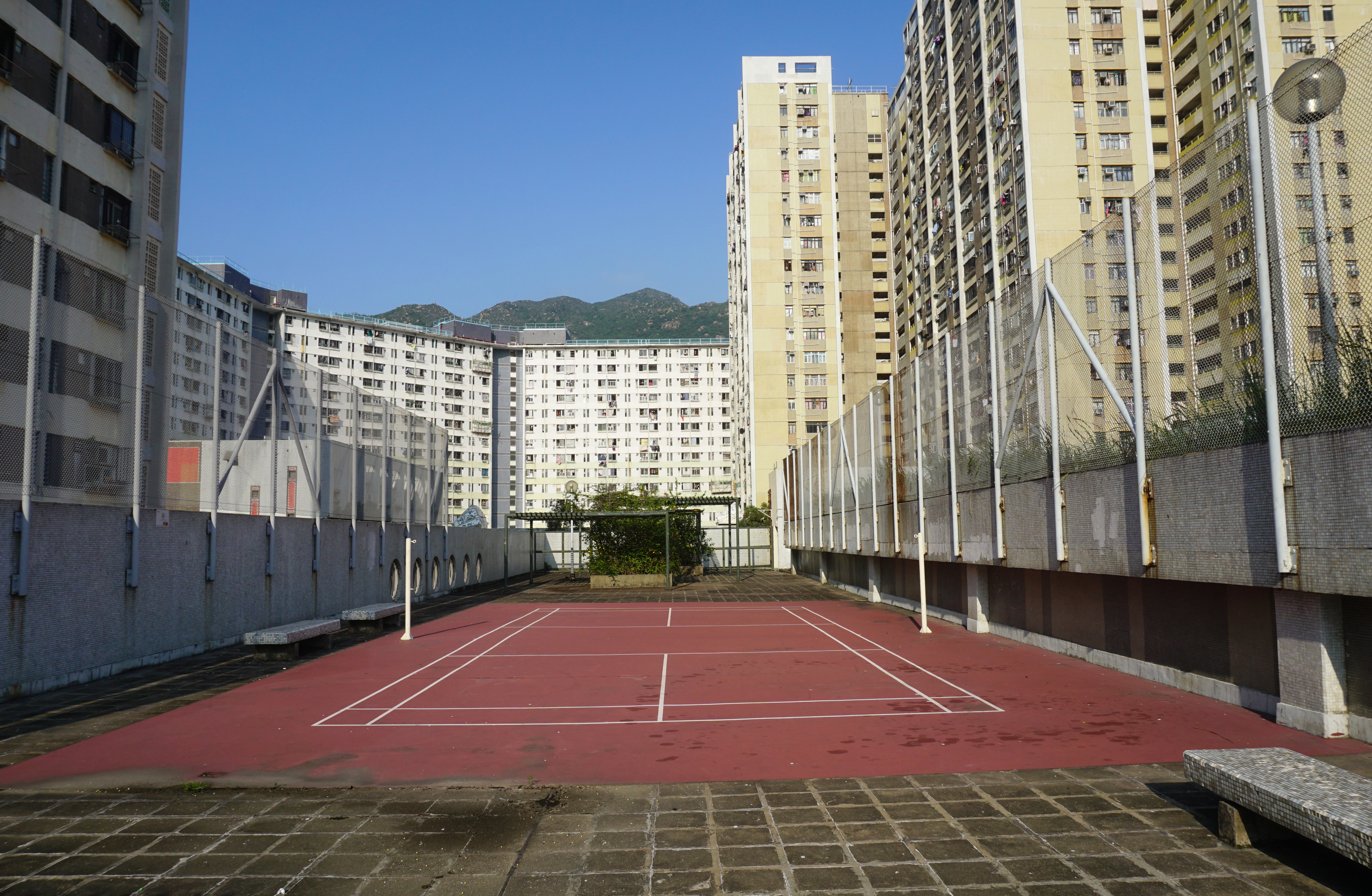
羽毛球場
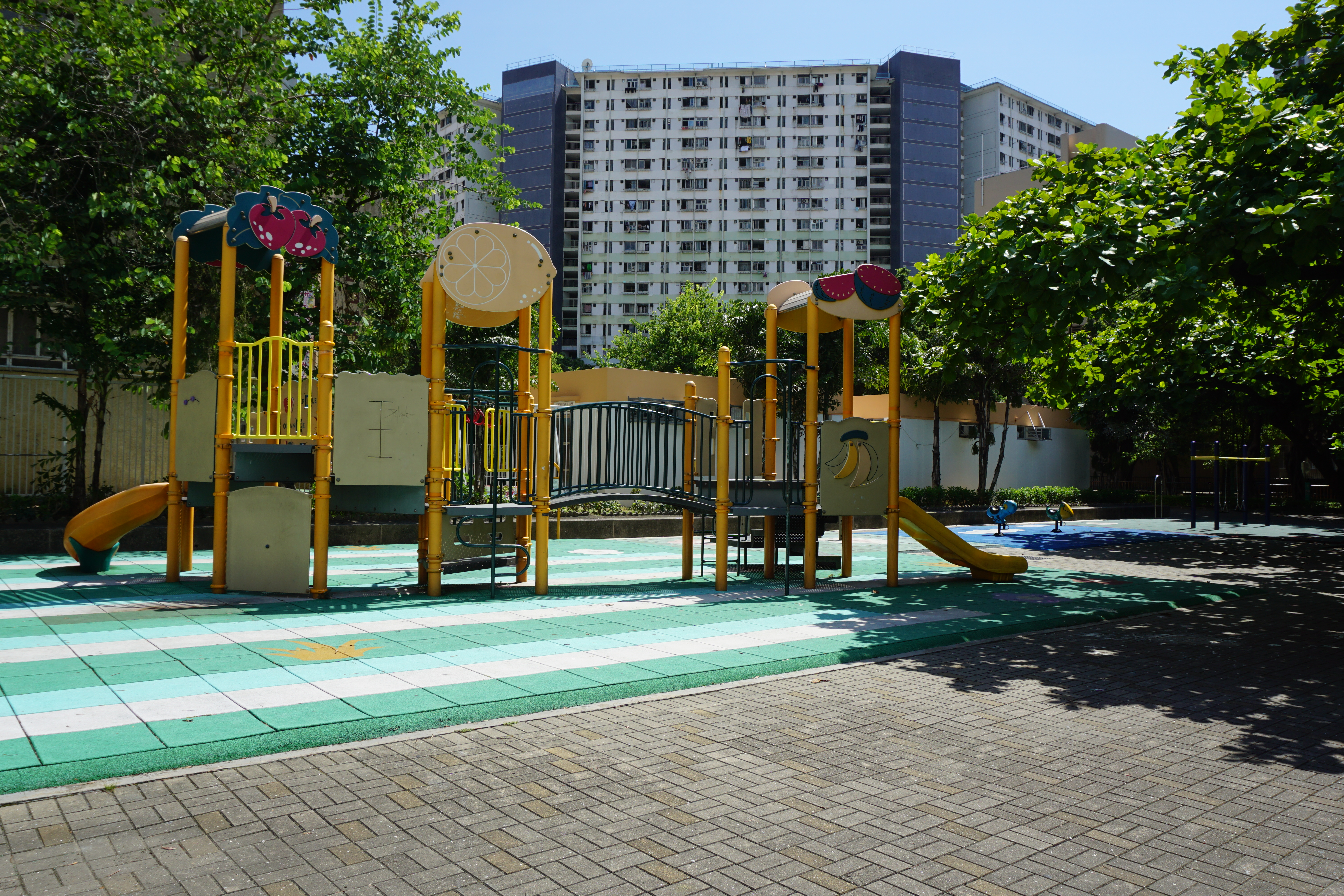
兒童遊樂場

#### 康體及其他

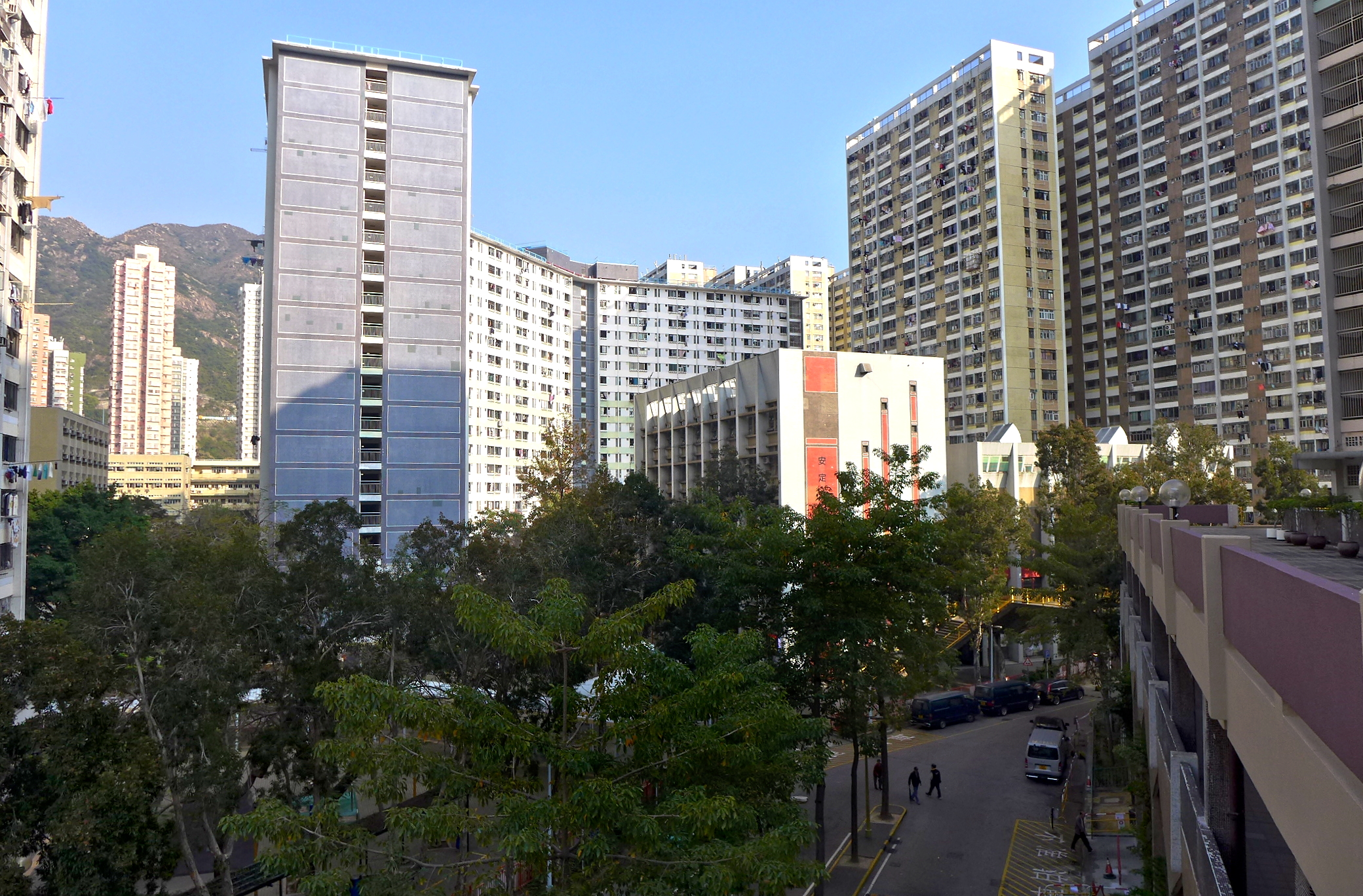
安定邨內的安定／友愛社區中心（2015年1月）

- 停車場
- 安定／友愛社區中心
- 籃球場

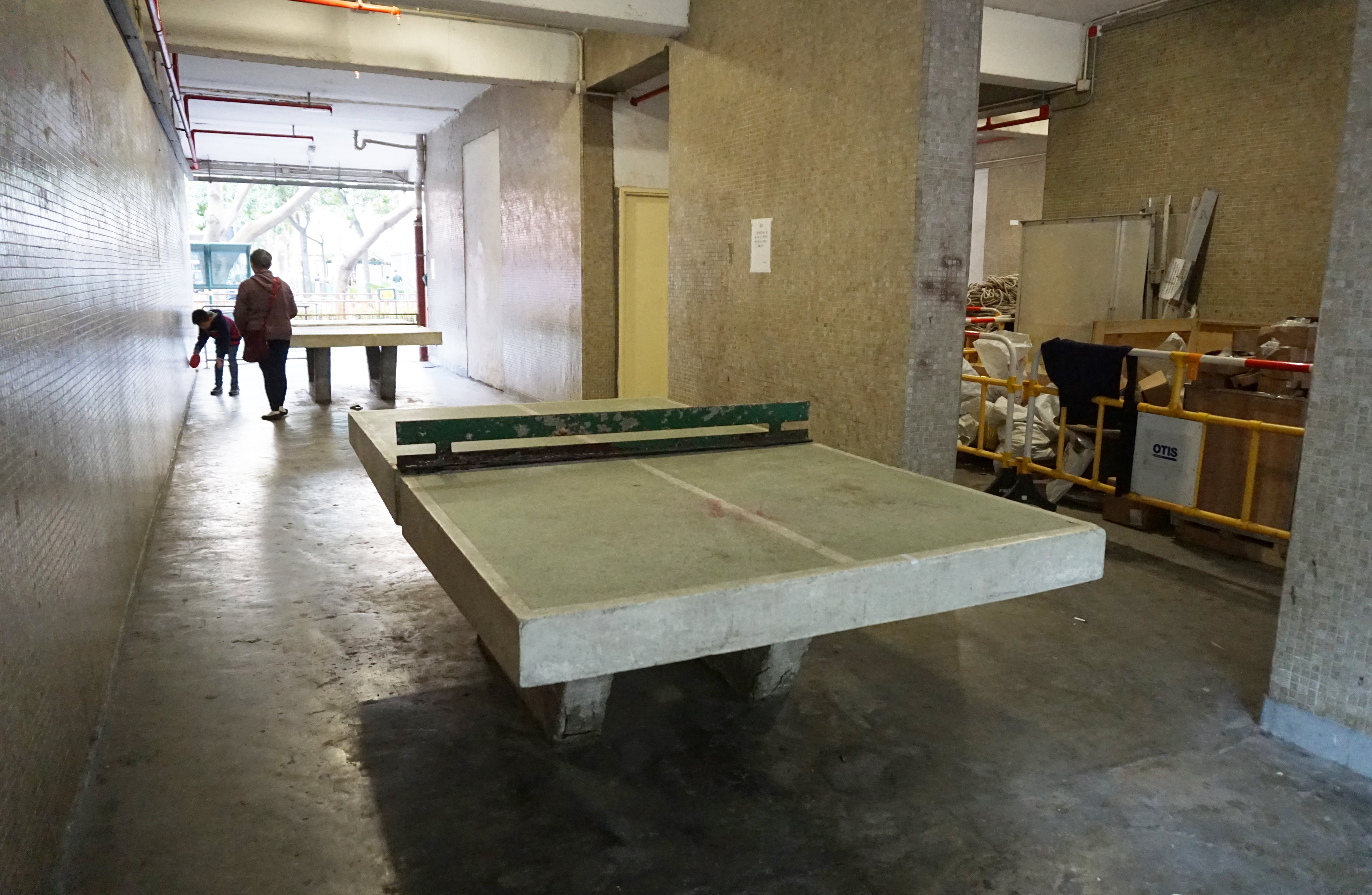
乒乓球桌
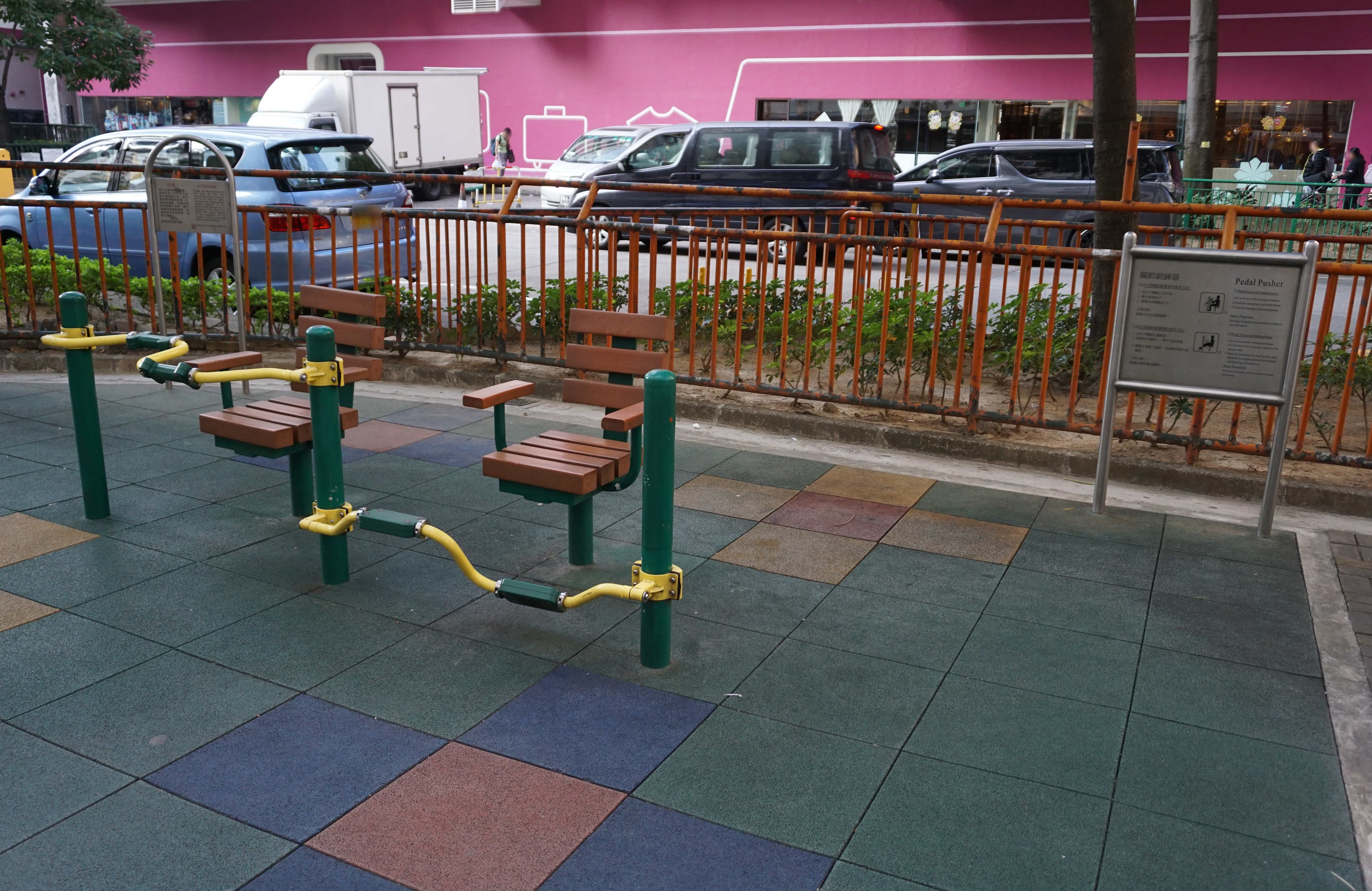
健體區
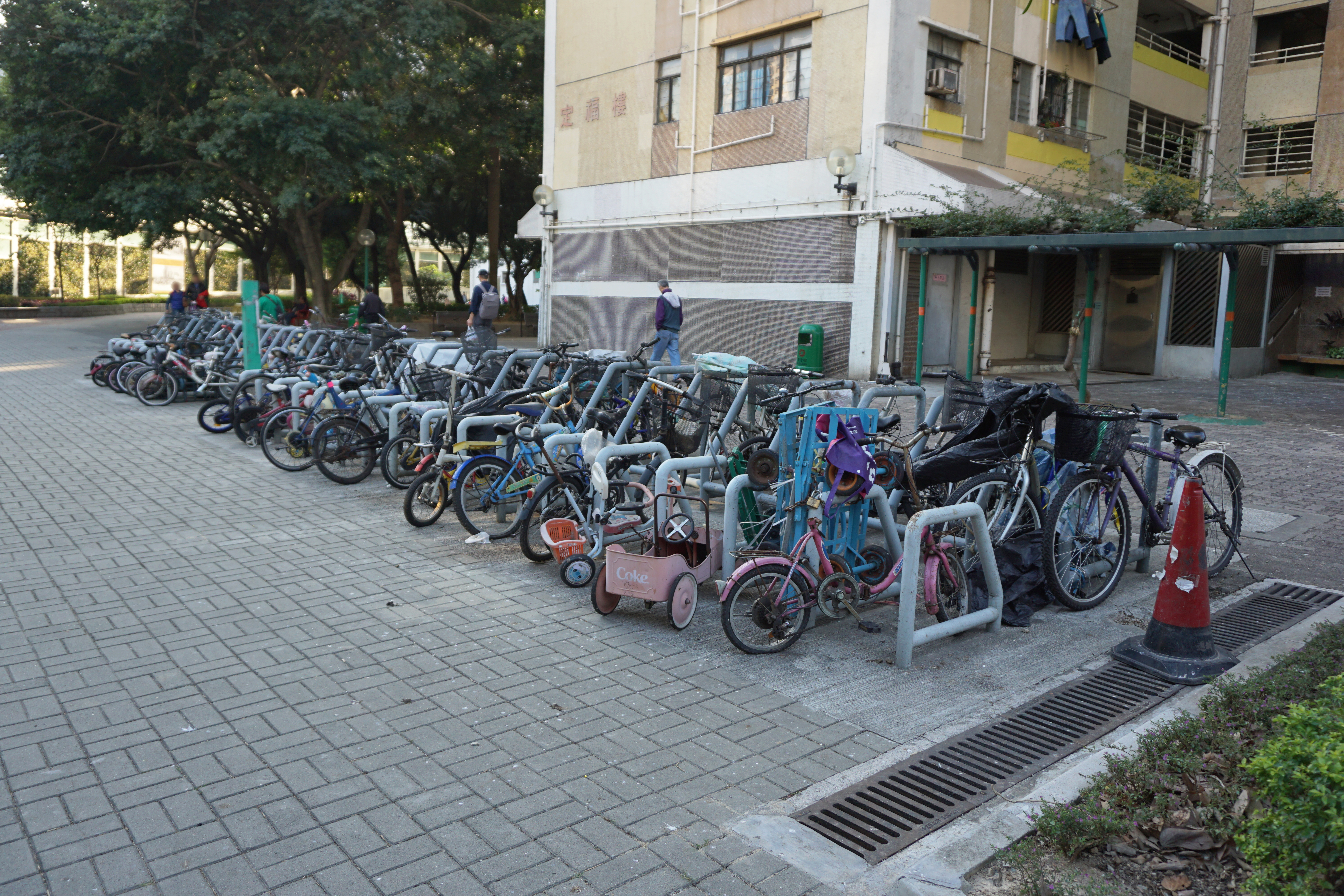
單車停泊區
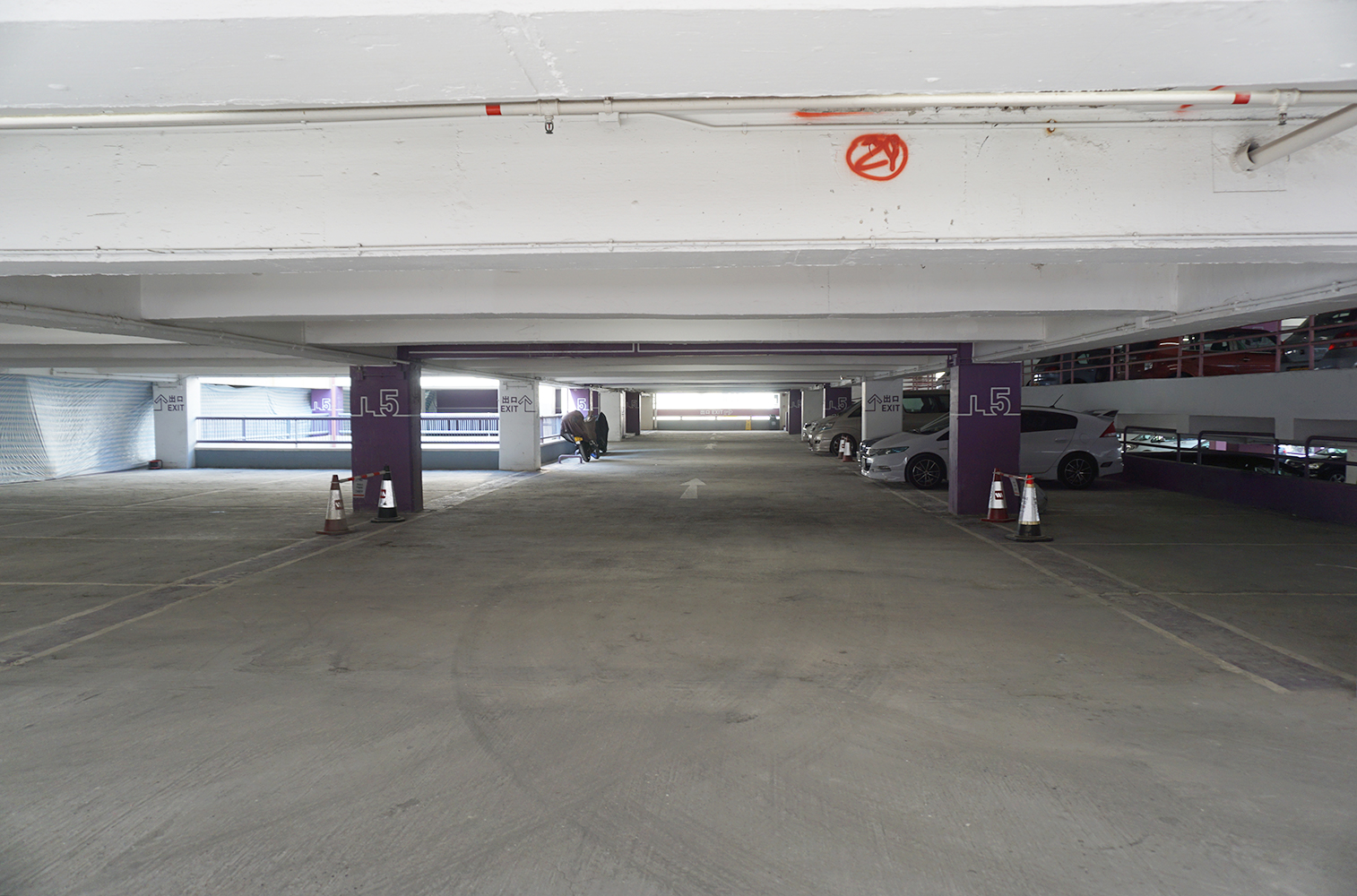
停車場
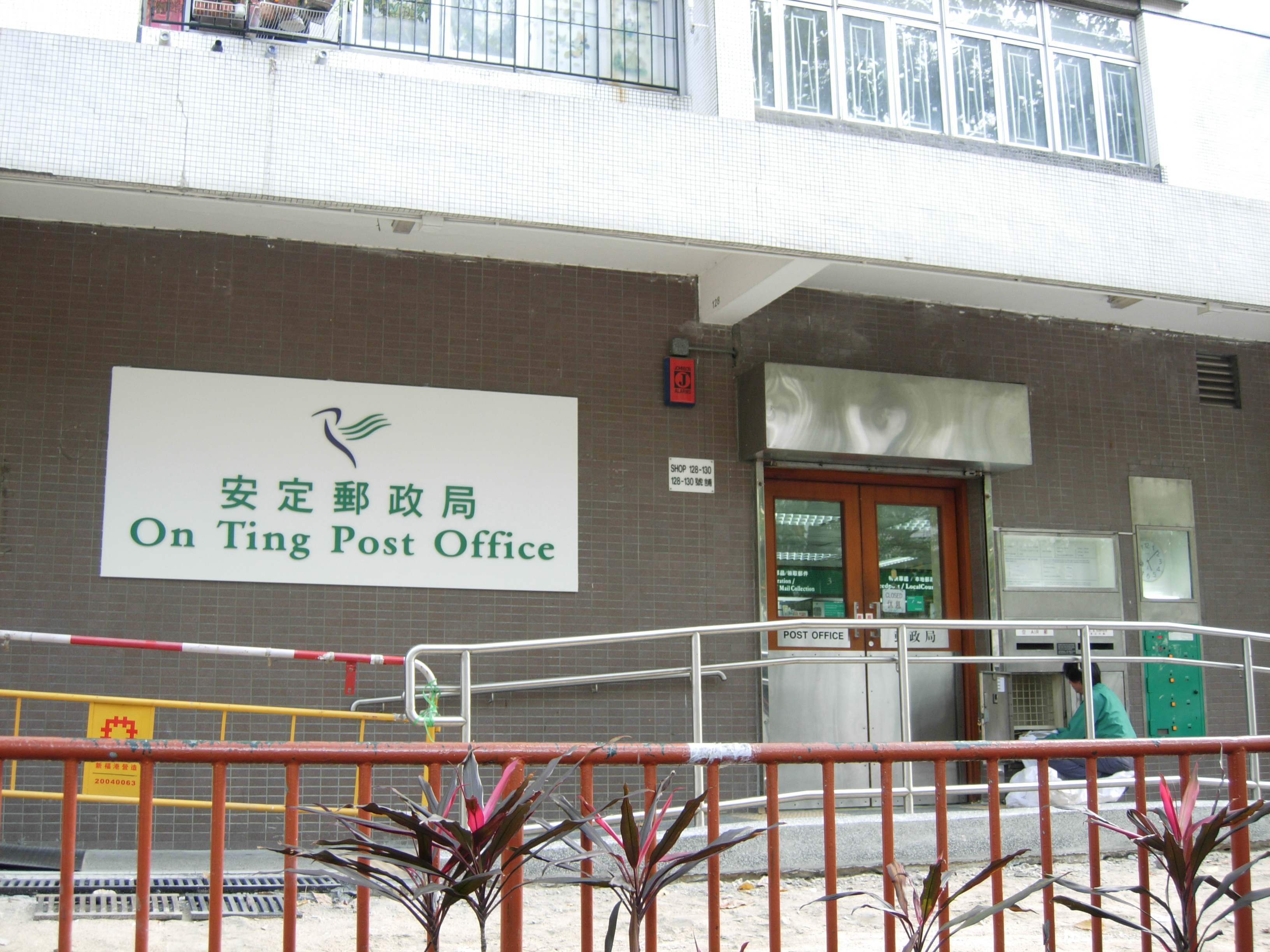
安定郵政局（已於2016年1月1日關閉）

## 教育及福利設施

### 中學
- 順德聯誼總會梁銶琚中學
- 路德會呂祥光中學

### 小學
- 東華三院鄧肇堅小學（1981年創辦）

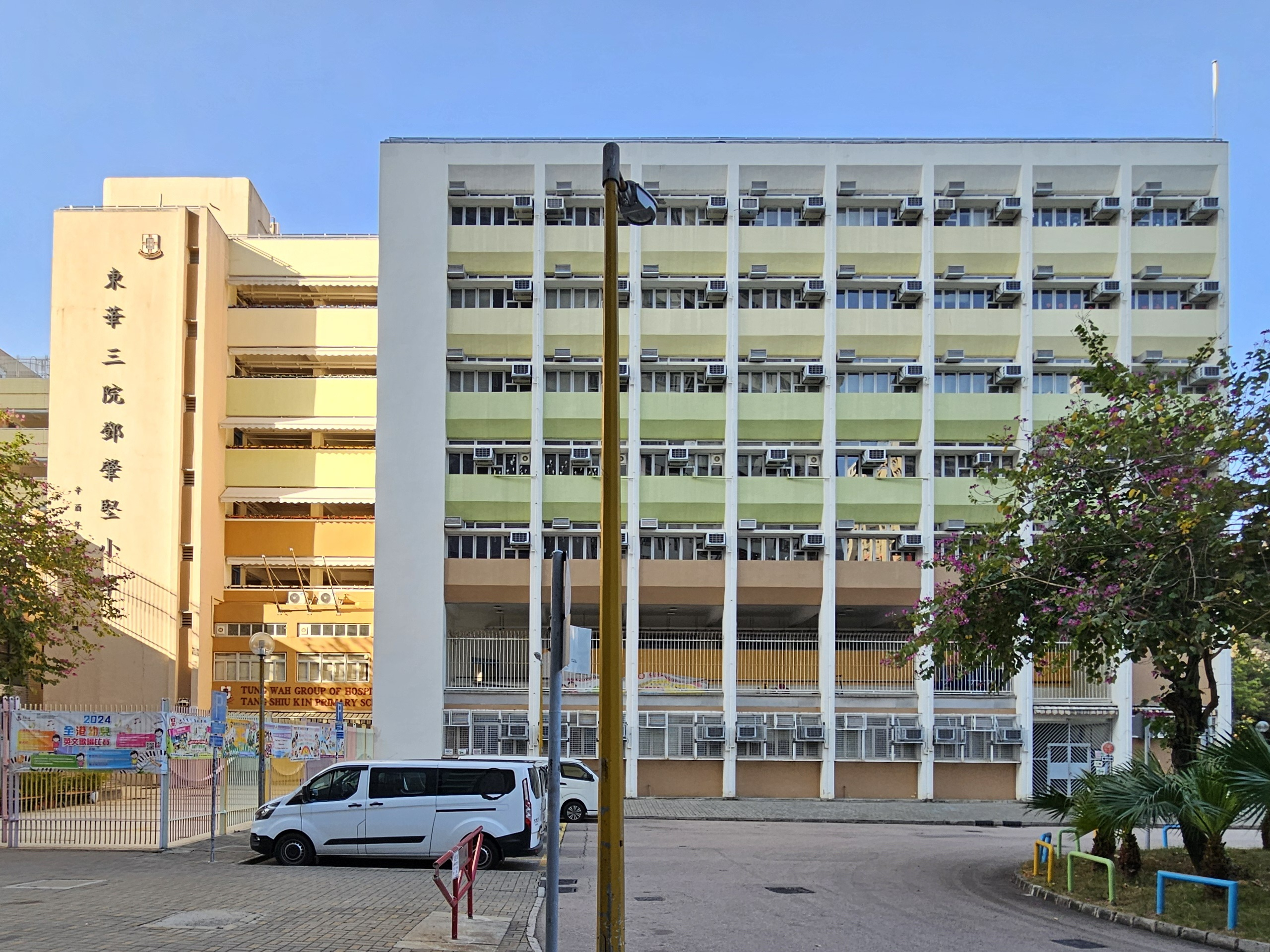
東華三院鄧肇堅小學

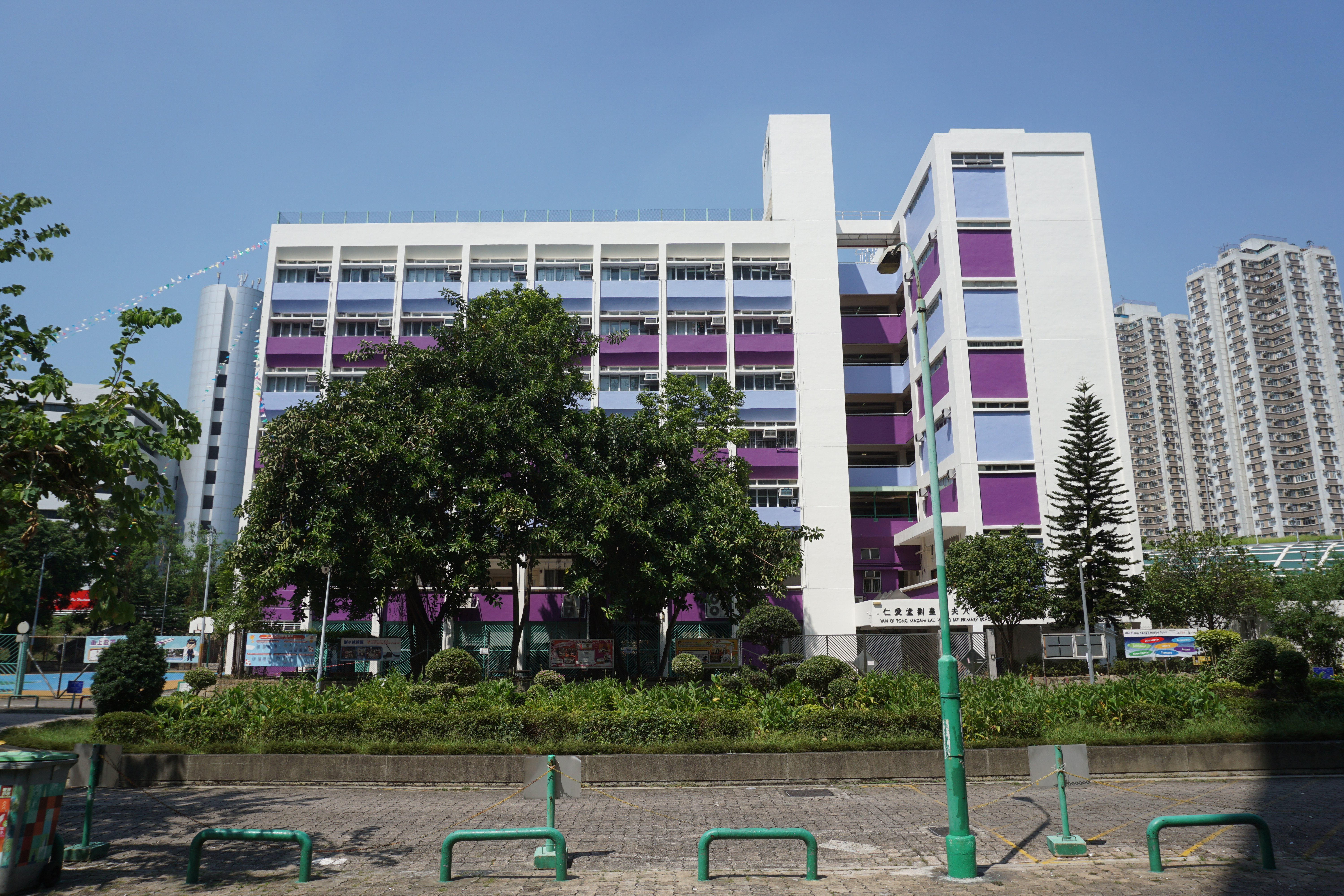
仁愛堂劉皇發夫人小學

- 順德聯誼總會胡少渠紀念小學（1982年創辦）
- 路德會呂祥光小學（1982年創辦）
- 仁愛堂劉皇發夫人小學（1984年創辦）

### 幼稚園

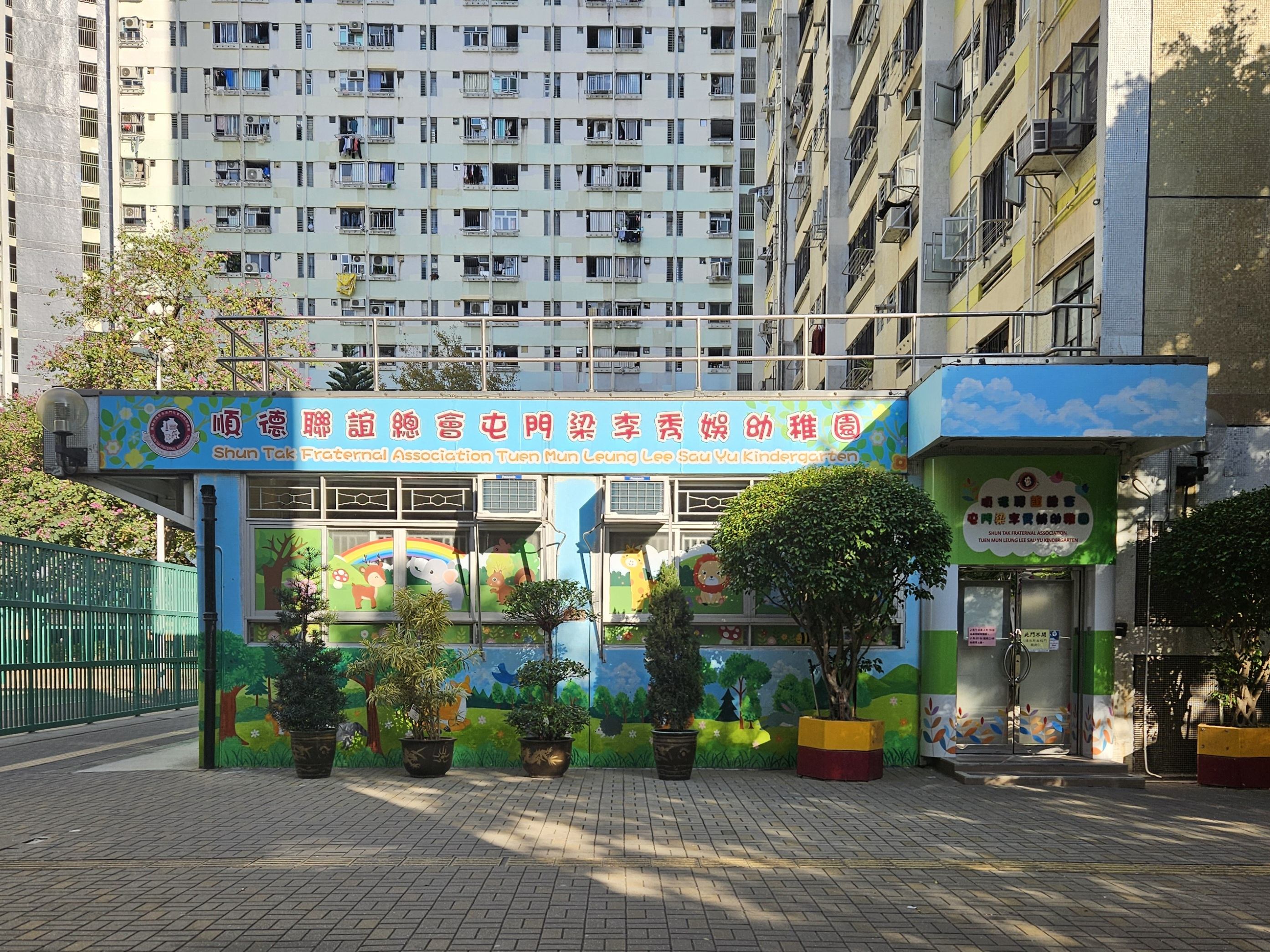
順德聯誼總會屯門梁李秀娛幼稚園

- 佳寶幼稚園（屯門分校）（1981年創辦）（位於兆安苑定賢閣地下）
- 順德聯誼總會屯門梁李秀娛幼稚園（1982年創辦）（位於安定邨定康樓地下）
- 香港基督教女青年會安定幼兒學校（1983年創辦）（位於安定邨安定友愛社區中心6樓 ）

### 綜合家庭服務中心
- 社會福利署東屯門綜合家庭服務中心（位於安定邨安定友愛社區中心2-4樓 ）

### 綜合青少年服務中心
- 香港基督教女青年會賽馬會屯門綜合社會服務處（安定分處）\（位於安定邨定龍樓地下119至121室）

### 長者鄰舍中心
- 路德會友安長者中心（位於安定邨安定友愛社區中心2樓）

### 區議員辦事處
- 馮沛賢議員辦事處：定龍樓地下103室[8]

已結束
- 江鳳儀議員辦事處：定龍樓103號地下[9]

### 立法會議員辦事處
- 陸頌雄立法會議員辦事處：定福樓地下112室

## 知名居民
- 張秀賢：立言香港召集人，為前任香港中文大學學生會會長、代表會副主席，前學民思潮發言人和成員[10]，前香港專上學生聯會常委[11]，前元朗區議會元龍選區區議員[12][13][14]。

## 地方行政
安定邨屬於屯門區議會的屯門東選區，該選區於2023年香港區議會選舉設立，現由民建聯成員葉文斌與工聯會成員馮沛賢為當區區議員。在立法會地區直選當中，則屬於新界西北（LC8）選區。

### 歷屆議員
| 選區名稱 | 屆別           | 議員   | 政治聯繫                     | 政治聯繫                          | 議員                              | 政治聯繫                          | 政治聯繫 |
| -------- | -------------- | ------ | ---------------------------- | --------------------------------- | --------------------------------- | --------------------------------- | -------- |
| 屯門東南 | 1982年－1985年 | 黃學儀 |                              | 無黨籍                            | 蘇炤成                            |                                   | 無黨籍   |
| 屯門東南 | 1985年－1988年 | 陳武豹 |                              | 無黨籍                            | 蘇炤成                            |                                   | 無黨籍   |
| 屯門東南 | 1988年－1991年 | 陳武豹 |                              | 無黨籍                            | 蘇炤成                            |                                   | 無黨籍   |
| 安定     | 1991年－1994年 | 陳武豹 |                              | 屯門展望社                        | 蘇炤成                            |                                   | 無黨籍   |
| 安定     | 1994年－1999年 | 江鳳儀 | 民協 屯門展望社              | 分拆出三聖選區後， 改為單議席選區 | 分拆出三聖選區後， 改為單議席選區 | 分拆出三聖選區後， 改為單議席選區 |          |
| 安定     | 2000年－2003年 | 江鳳儀 | 民協 屯門展望社              | 分拆出三聖選區後， 改為單議席選區 | 分拆出三聖選區後， 改為單議席選區 | 分拆出三聖選區後， 改為單議席選區 |          |
| 安定     | 2004年－2007年 | 江鳳儀 | 民協 屯門展望社              | 分拆出三聖選區後， 改為單議席選區 | 分拆出三聖選區後， 改為單議席選區 | 分拆出三聖選區後， 改為單議席選區 |          |
| 安定     | 2008年－2011年 | 江鳳儀 | 民協 屯門展望社              | 分拆出三聖選區後， 改為單議席選區 | 分拆出三聖選區後， 改為單議席選區 | 分拆出三聖選區後， 改為單議席選區 |          |
| 安定     | 2012年－2015年 | 江鳳儀 | 民協 屯門展望社              | 分拆出三聖選區後， 改為單議席選區 | 分拆出三聖選區後， 改為單議席選區 | 分拆出三聖選區後， 改為單議席選區 |          |
| 安定     | 2016年－2019年 | 江鳳儀 | 民協 屯門展望社              | 分拆出三聖選區後， 改為單議席選區 | 分拆出三聖選區後， 改為單議席選區 | 分拆出三聖選區後， 改為單議席選區 |          |
| 安定     | 2020年－2023年 | 江鳳儀 | 民協/屯門展望社 → 屯門展望社 | 分拆出三聖選區後， 改為單議席選區 | 分拆出三聖選區後， 改為單議席選區 | 分拆出三聖選區後， 改為單議席選區 |          |
| 屯門東   | 2024年－2027年 | 馮沛賢 |                              | 工聯會                            | 葉文斌                            |                                   | 民建聯   |

## 事件

### 英屬香港最後命案
1997年6月29日，一名任職貨車司機的男子在家中殺害妻兒，其後跳樓自殺身亡。此案亦是英屬香港時代的最後一宗命案，與已知的首宗命案（海盜徐亞保誤殺英國軍官案）相距148年又4個月。

### 童黨欺凌案
2020年1月中，綽號「牛丸」而且有黑幫新義安背景的17歲少女夥同其他人在安定邨停車場天台，對一名15歲少女至少掌摑32巴和腳踢20下，長達4分鐘的打人影片在網上瘋傳，警方到2月25日和26日先後拘捕「牛丸」和一名15歲女同黨，涉嫌「襲擊致造成身體傷害」。
2020年2月29日，商場平台再次發生童黨欺凌案。一名13歲男童在停車場天台的籃球場打球與人結怨後，遭至少10名童黨押到安定邨商場天台搶去百多元現金，其後以鐵通大力毆打身體、狂踩頭部及背部，甚至用煙頭灼其身體和手背，導致遍體鱗傷。事主向家人報告後送往屯門醫院治理。警方晚上8時在區內拘捕兩名15歲涉案少年，正追緝其他在逃人士。

## 外部連結
- 房委會物業位置及資料 安定邨（页面存档备份，存于）
- 房委會物業位置及資料 安定邨（页面存档备份，存于）
- 房委會物業位置及資料 兆安苑（页面存档备份，存于）